# Pál Teleki
Pál Teleki, madžarski politik, akademik in geograf, * 1. november 1879, Budimpešta, † 3. april 1941.
Teleki je bil predsednik vlade Madžarske med letoma 1920 in 1921 ter med 1939 in 1941.
Kot premier je razpustil različne fašistične stranke, čeprav je dopuščal antisemitske zakone. Močno si je prizadeval za razveljavitev Trianonske podogbe iz leta 1920, pri čemer je računal z nemško močjo pri ponovni osvojitvi madžarskih ozemelj, izgubljenih s tem sporazumom, je obenem zaznal nevarnost prevelike odvisnosti Madžarske od Nemčije in njenega vodje A. Hitlerja. V zgodnji fazi 2. svetovne vojne je sodeloval z njim pri razkosanju Češkoslovaške in nasilni priključitvi severne Transilvanije Madžarski je pa leta 1940 sklenil sporazum o prijateljstvu z Jugoslavijo. Ker se je znašel v nasprotujočih si pritiskih med Hitlerjevimi zahtevami po sodelovanju in tem nasprotnini britanskimi, naj ne sodeluje z njim, je naredil samomor. 